# Monschau
Monschau (en francés: Montjoie, en valón: Mondjoye) es una pequeña población turística en la región de Eifel, en el oeste de Alemania, en el distrito de Aquisgrán, Renania del Norte-Westfalia.

## Geografía
Esta localidad se encuentra en las laderas de las montañas de la zona norte de la región de Eifel, dentro de los bosques del parque natural de Hohes Venn-Eifel y atravesada por el estrecho valle del río Rur.
El centro histórico de la ciudad conserva muchas calles estrechas con casas de entremados visto de madera que han permanecido apenas sin cambios desde hace 300 años, lo que la ha convertido en una popular atracción turística. Anualmente se celebra un festival de música al aire libre en Burg Monschau.

## Historia
En la cima de una colina sobre el pueblo se levanta el castillo medieval de Monschau que data del siglo XIII (La primera mención de Monschau se realizó en 1198).  A principios de 1433, hay constancia de que el castillo era la residencia de los duques de Jülich. En 1543, el emperador Carlos V lo capturó después de sitiarlo y saqueó la ciudad. Sin embargo, el castillo quedó bajo posesión de los Jülich hasta 1609, cuando pasó a formar parte del ducado del Palatinado-Neoburgo.
En 1795, los franceses capturaron la zona y bajo el nombre de Montjoie, la convirtieron en la capital de un cantón del Departamento del Roer. Posteriormente, en 1815, esta zona pasó a formar parte del reino de Prusia y Monschau se convirtió en capital del distrito de Kreis Montjoie.

## Economía
Como productos más representativos del pueblo, destacan las galletas Printen realizadas con canela, jengibre y otras especias y la mostaza elaborada localmente, con cerca de veinte variedades.

## Residentes destacados
- Christian Urhan (1790-1845), violinista y compositor.
- Karl Wilhelm Scheibler (1820–1881), industrial.
- Elwin Bruno Christoffel (1829–1900), físico y matemático.
- Vincent Weber, (1902-1990), pintor
- Mario Theissen (1952), director de BMW Motorsport.

## Galería

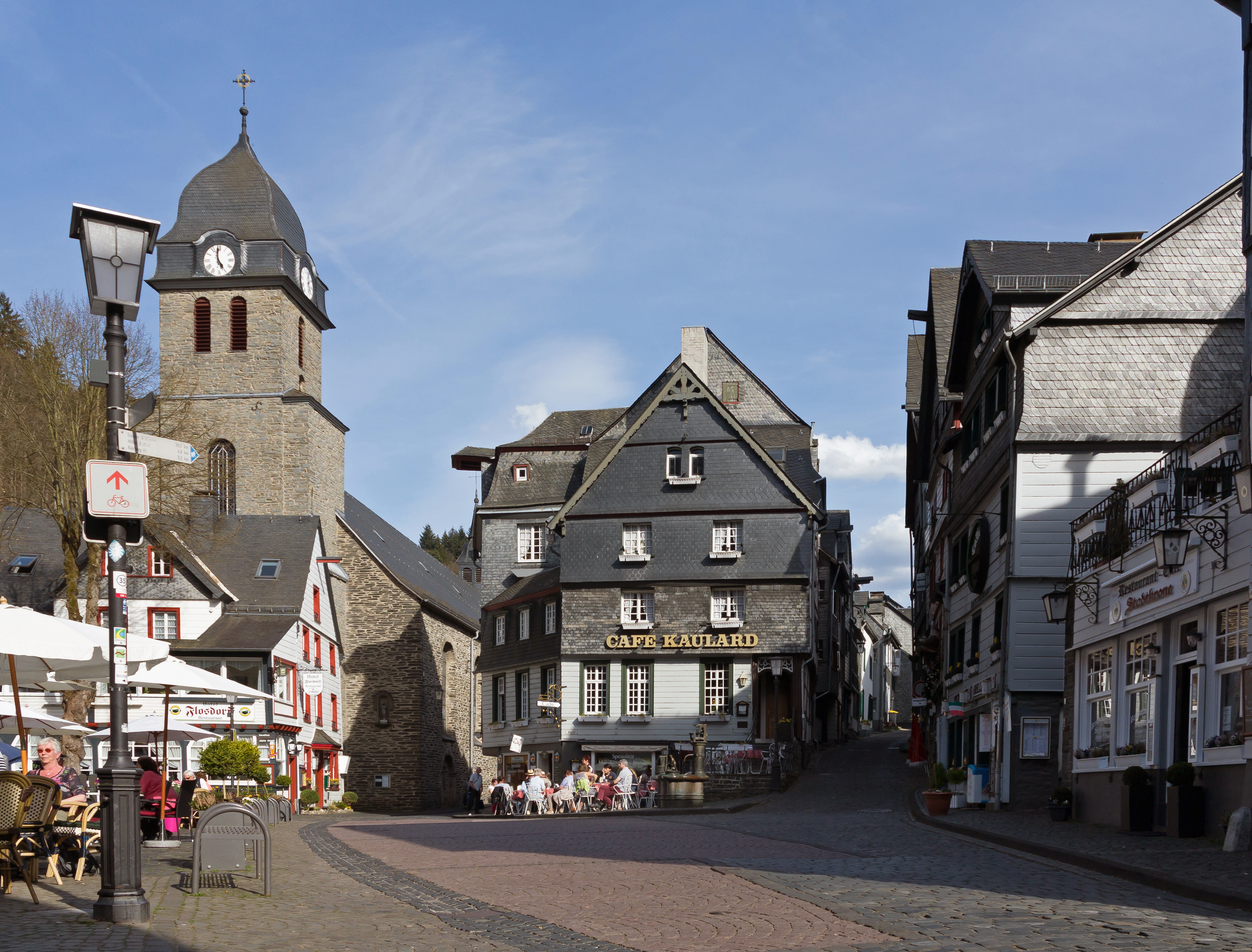
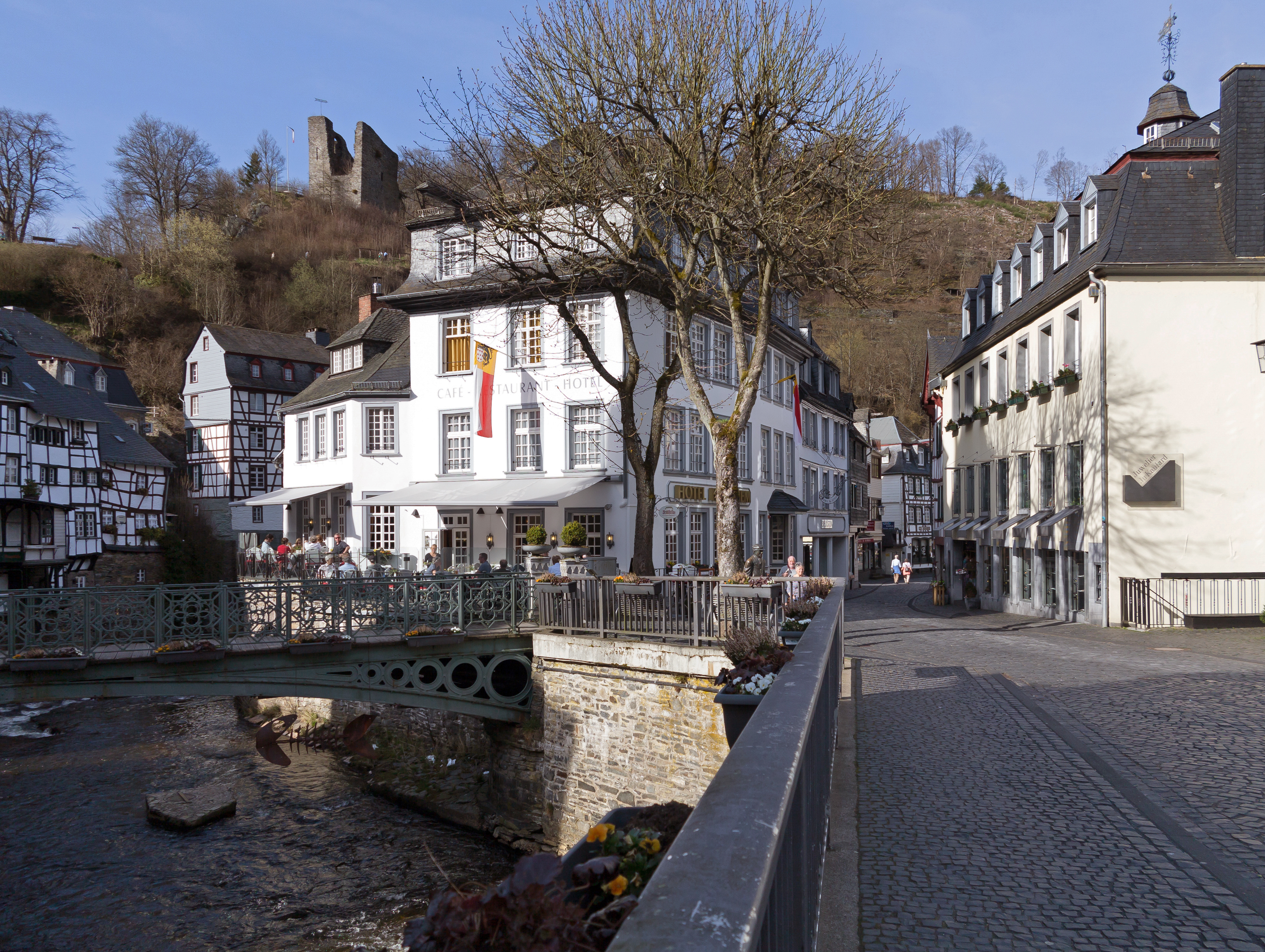
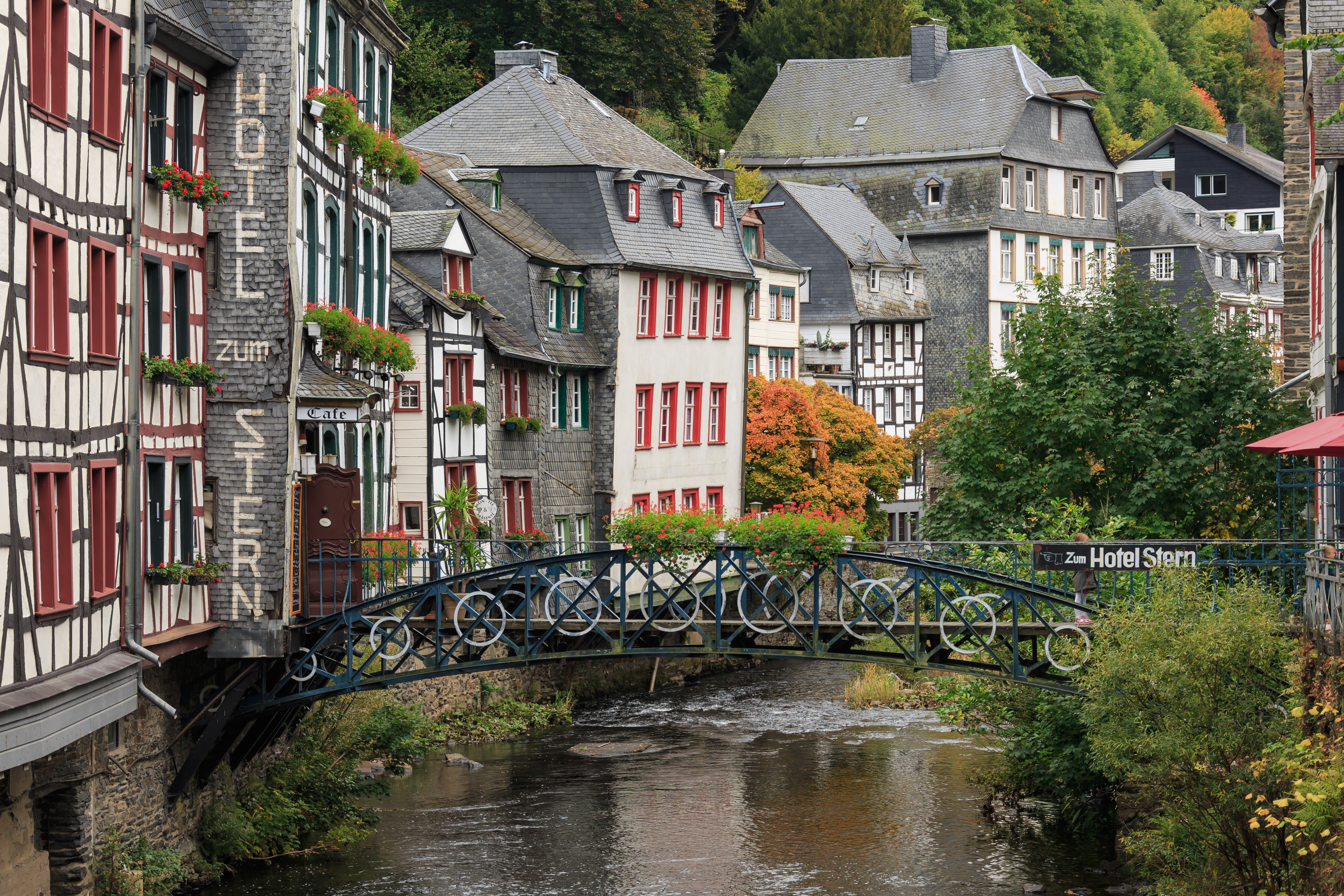
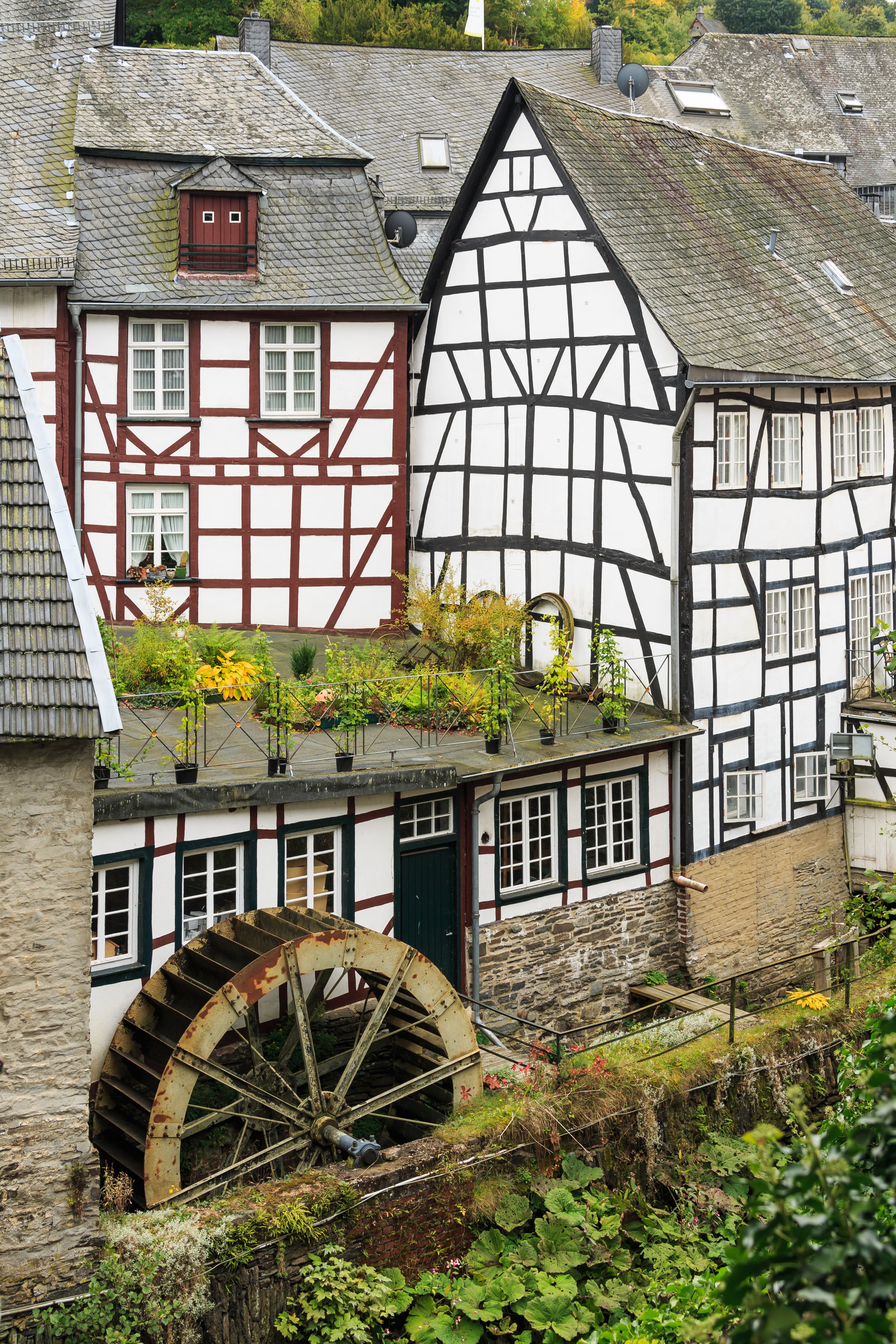
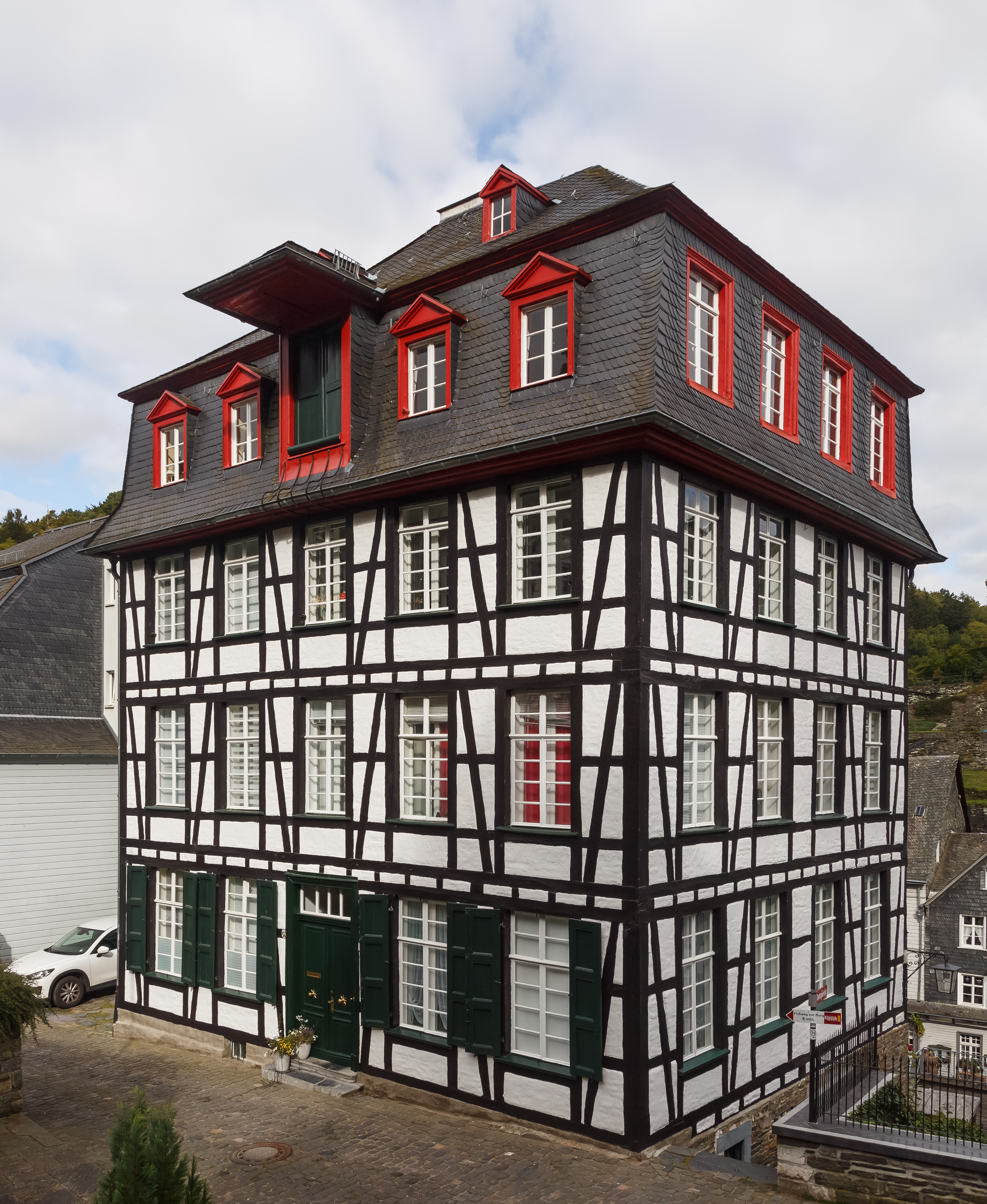
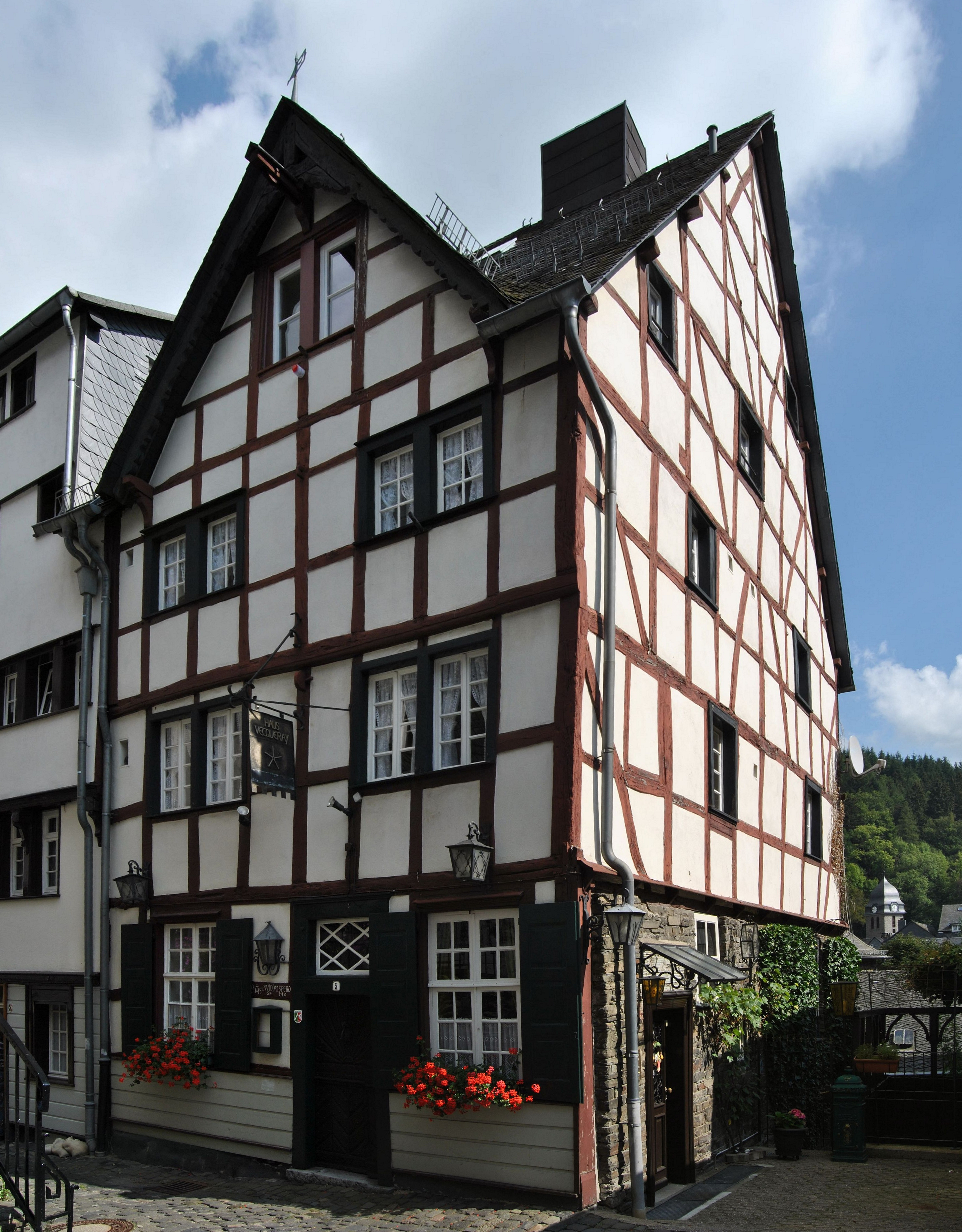
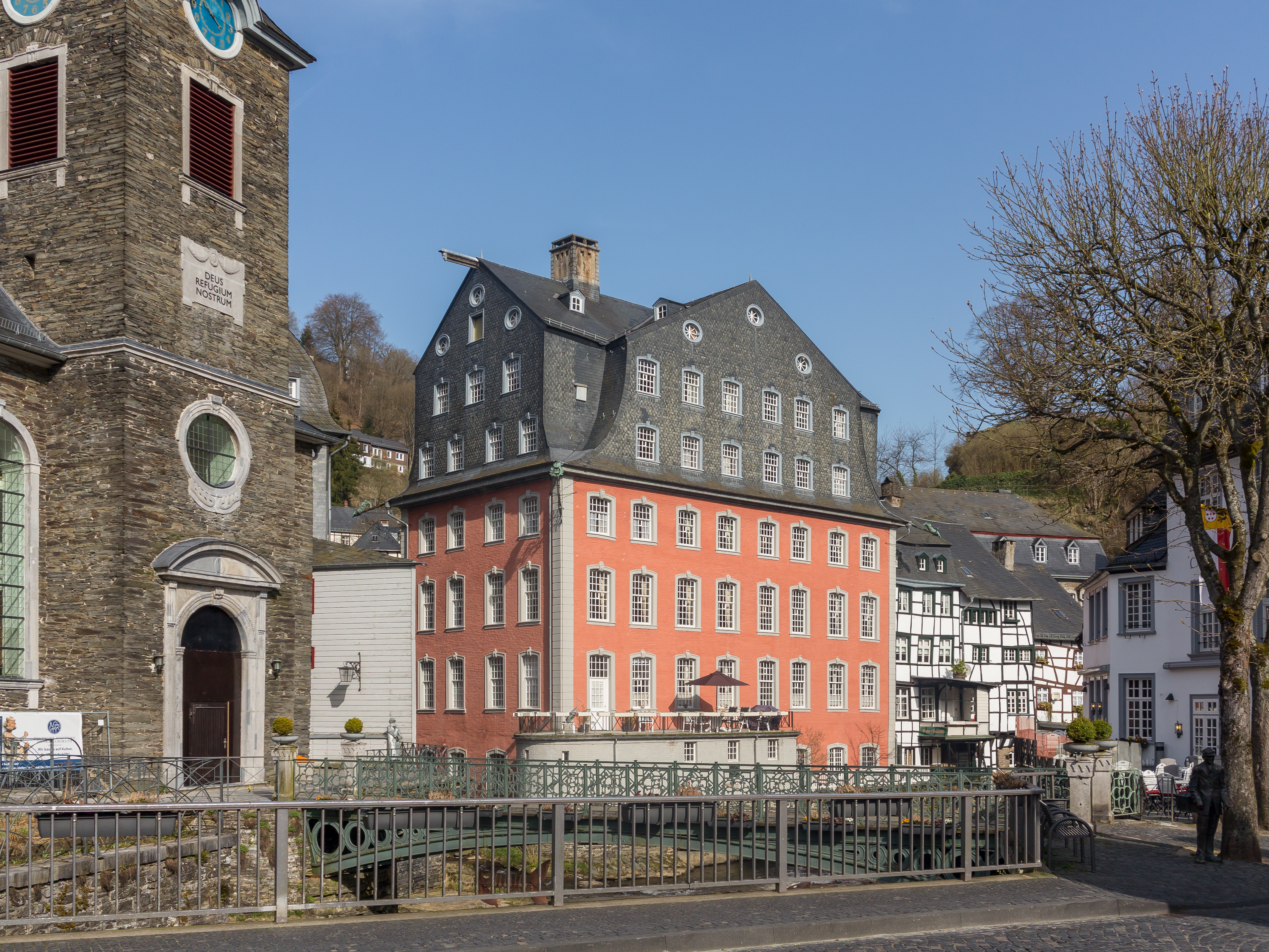
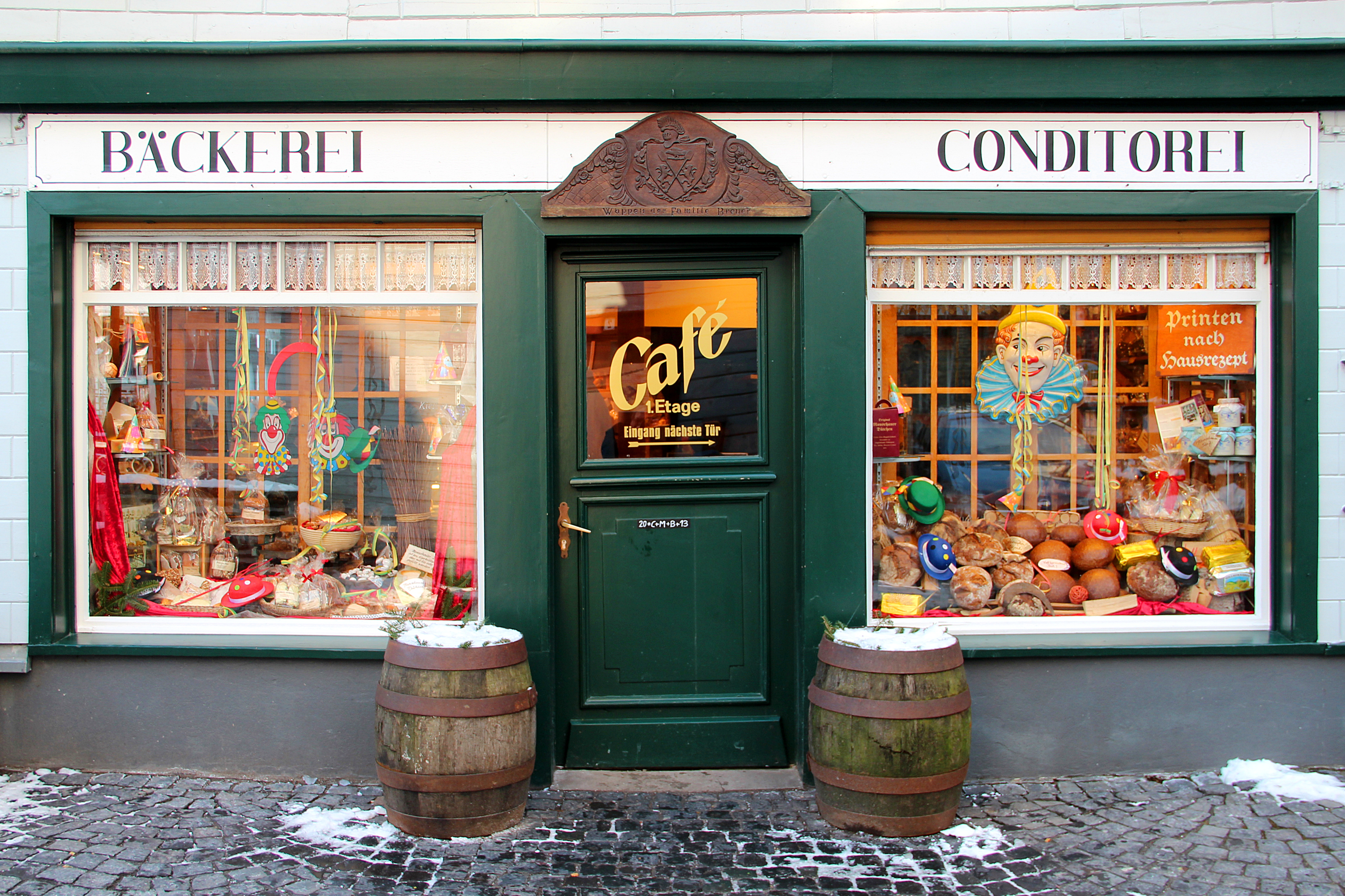